# 空/SORA
「空/SORA」（そら）は、日本のミュージシャンである長渕剛の34枚目のシングル。作詞、作曲は長渕剛、編曲は瀬尾一三、長渕が行っている。

## 音楽性
- 音楽情報サイト『CDジャーナル』では、「歌詞ひとつひとつが力強く伝わってくるニュー・アルバム『空 SORA』から、タイトル曲をシングル・カット。熱い思いが溢れてます」と表記されている[1]。

- 文芸雑誌『別冊カドカワ 総力特集 長渕剛』では、「自分が自分である証明は、自分一人だけではできない。自分以外の誰かがそこにいて初めてできる。（中略）等身大も同様。やみくもに事実や日記を歌うことではない。自分を映す鏡がなければならない。（中略）『空/SORA』も対峙する何者かがいる。つまり、歌の中に自分を映し出す鏡がある。そこに我が身を映すことで身の程を思い知る。それが等身大。我ら聴き手も、その鏡に己を映す」と表記されている[2]。

## リリース
本作は2001年6月27日に12センチCDでアルバム『空』と同時にリリースされた。

## プロモーション
本作に関するテレビ出演は、2001年6月25日にフジテレビ系音楽番組『HEY!HEY!HEY! MUSIC CHAMP』（1994年 - 2012年）に出演、お笑いコンビのダウンタウンと3度目の共演を果たしトーク中にストレッチや筋力トレーニングを披露した上で「空/SORA」、「HOLD YOUR LAST CHANCE 2001」を演奏、6月30日にはフジテレビ系音楽番組『ミュージックフェア2001』（1964年 - ）に出演、「勇気の花」、「しゃぼん玉」、「東京青春朝焼物語」、「空/SORA」を演奏、7月16日にはフジテレビ系バラエティ番組『SMAP×SMAP』（1996年 - 2016年）に出演、SMAPと共に「巡恋歌」、「とんぼ」、「空/SORA」を演奏した。

## チャート成績
オリコンチャートでは最高位16位、登場回数5回となり、売り上げ枚数は4.1万枚となった。

## ミュージック・ビデオ
本作のPVは、薄暗いスタジオで歌唱するシーン、海をバイクで走ったり歩いたりするシーン、国会議事堂の前で歌唱するシーンとで構成されている。

## シングル収録曲
| 全作詞・作曲: 長渕剛。 |                                   |           |            |                  |      |
| #                      | タイトル                          | 作詞      | 作曲・編曲 | 編曲             | 時間 |
| 1.                     | 「空/SORA」                       | 長渕剛    | 長渕剛     | 瀬尾一三、長渕剛 | 4:02 |
| 2.                     | 「HOLD YOUR LAST CHANCE 2001」    | 長渕剛    | 長渕剛     | 瀬尾一三         | 4:16 |
| 3.                     | 「空/SORA（オリジナルカラオケ）」 | 長渕剛    | 長渕剛     |                  | 3:58 |
| 合計時間:              | 合計時間:                         | 合計時間: | 12:17      |                  |      |

## スタッフ・クレジット

### 参加ミュージシャン
- 長渕剛 - アコースティック・ギター
- ケニー・アロノフ（英語版） - ドラムス
- ジョン・ピアス - エレクトリックベース
- ティム・ピアス（英語版） - エレクトリックギター
- キム・ブラード - B-3

### スタッフ
- 瀬尾一三 - プロデュース
- 長渕剛 - プロデュース
- ブライアン・シューブル - レコーディング・エンジニア、ミキシング・エンジニア
- 池田雅彦（フォーライフ・レコード） - A&Rディレクター

## 収録アルバム
- 『空』（2001年）
- 『BEST〜空〜』（2002年）